# Bound by Law? Tales from the Public Domain
«Bound by Law? Tales from the Public Domain» — комикс, посвящённый законам об интеллектуальной собственности и общественному достоянию. Первое печатное издание опубликовано в 2008 году в издательстве Duke University Press. Авторы комикса — художник и профессор права Кейт Аоки, правовед Джеймс Бойл и дизайнер Дженнифер Дженкинс. Поддержку проекту оказывает Центр изучения общественного достояния, базирующийся в Юридической школе Университета Дьюка.
Первое цифровое издание, опубликованное под лицензией Creative Commons, вышло в 2006 году. Двумя годами позже появилось второе издание, сопровождённое вступлением, написанным Кори Доктороу, и введением авторства режиссёра Дэвиса Гуггенхайма.
Комикс рассказывает о женщине-режиссёре Акико, которая преодолевает трудности, связанные с применением принципа добросовестного использования, в процессе работы над документальным фильмом. Иллюстрации включают как коллажи из известных произведений, так и изображения, созданные специально для комикса.
Комикс получил множество рецензий, включая юридическое обозрение от Michigan Law Review, и стал выбором редакции журнала Choice: Current Reviews for Academic Libraries и других. Используется в учебных программах и рекомендован проектом National Writing Project.